# La Trinidad, Abasolo
La Trinidad är en ort i Mexiko.   Den ligger i kommunen Abasolo och delstaten Guanajuato, i den centrala delen av landet, 280 km nordväst om huvudstaden Mexico City. La Trinidad ligger 1 703 meter över havet och antalet invånare är 696.
Terrängen runt La Trinidad är en högslätt. Runt La Trinidad är det tätbefolkat, med 369 invånare per kvadratkilometer. Närmaste större samhälle är Irapuato, 17,0 km nordost om La Trinidad. Trakten runt La Trinidad består till största delen av jordbruksmark.